# Sint-Niklaaskerk (Oostduinkerke)
De Sint-Niklaaskerk in de Belgische kustplaats Oostduinkerke werd in 1952 gebouwd naar een ontwerp van de architect Jean Gilson. Ze vervangt de vorige parochiekerk, die vernield werd aan het begin van de Tweede Wereldoorlog.

## Voorganger
De oorspronkelijke kerk stond wat meer landinwaarts, daar waar het huidige visserijmuseum zich nu bevindt.
Tijdens de bouw van het nieuwe visserijmuseum in 2005 werden resten van muren gevonden van de eerste Romaanse visserskerk, waarschijnlijk gebouwd omstreeks 1200.
Deze oorspronkelijke dorpskerk werd herhaaldelijk beschadigd, o.a. na de dijkbreuk in 1475 en de vijf plunderingen tussen 1566 en 1793, maar ze werd telkens hersteld. Tijdens de Eerste Wereldoorlog werd de kerk op 22 juni 1915 gebombardeerd en tijdens de Tweede Wereldoorlog in mei 1940 brandde ze volledig uit door een brandbom.

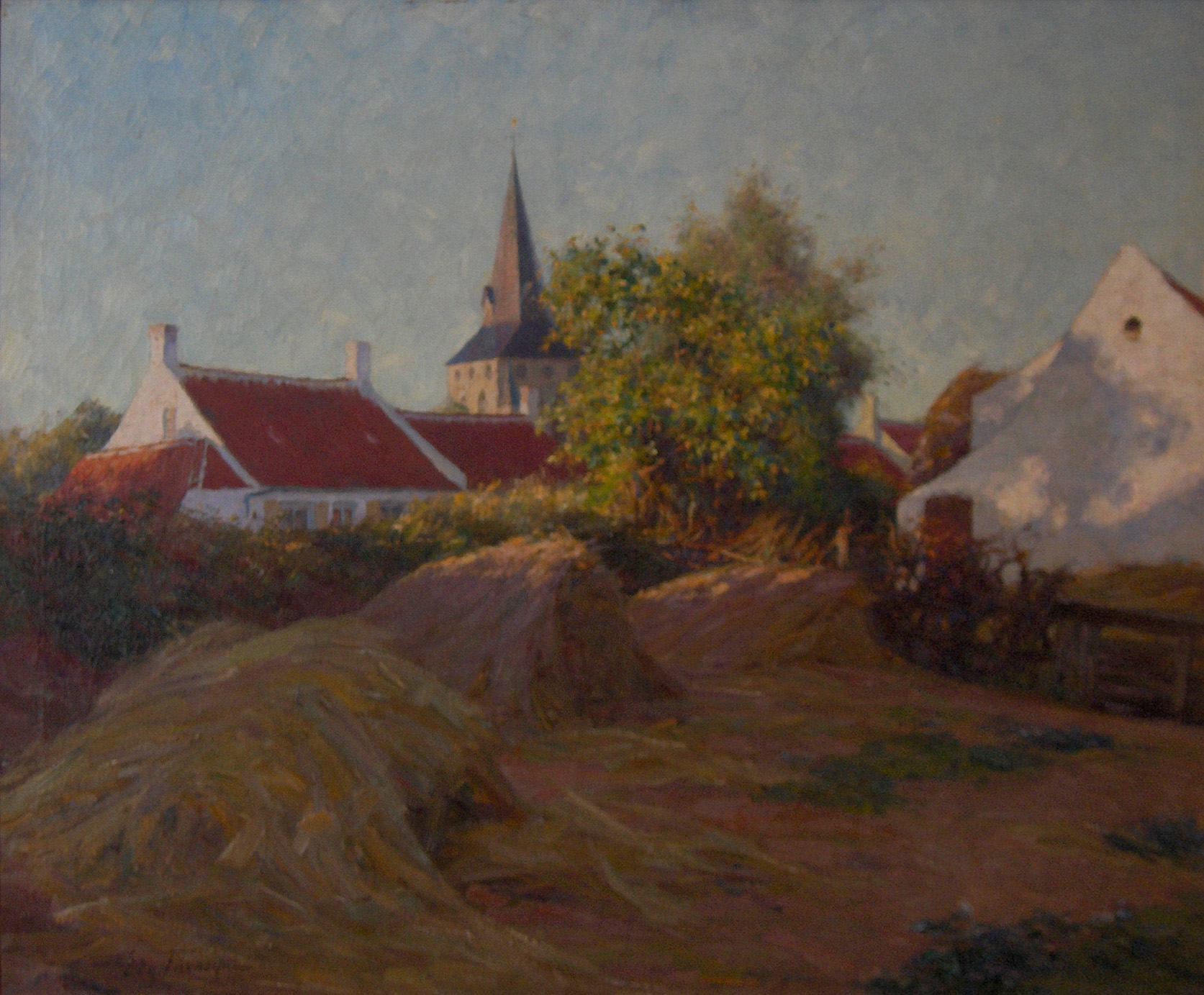
De oude kerk afgebeeld op een schilderij van Edgard Farasijn

## Een gloednieuw ontwerp
Gilson voorzag in een 38 meter hoge westertoren die door middel van wandelgalerijen, die een binnenplein vormen, verbonden wordt met het kerkgebouw.
Het 13,5 meter lange Christusbeeld op de toren van de Sint-Niklaaskerk trekt meteen de aandacht. Het beeld weegt maar liefst vier ton en is het grootste gegoten terracottabeeld. Het werd ontworpen, net als het 3,5 meter hoge kruisbeeld boven het altaar, door de Tsjechische kunstenaar Arnost Gause.

### Stijl
Gilson bouwde de kerk in een moderne stijl, geïnspireerd door de neogotiek. De kerk aan het duinengebied Witte Burg tussen het dorp en de zee, is opgetrokken met regionale gele stenen met de warme kleuren van het zand. De toren (38 m) evoceert onder meer de Vlaamse polderkerken van Damme, Lissewege en Wulpen.

### Kustintegratie
Het koorhek wordt gesierd door de afbeelding van de heilig Nikolaas. De kruisweg wordt afgebeeld op keramieken tegels. Een beeld van de Oostduinkerkse paardenvisser en modelbouw scheepjes herinneren aan de taak die aan Nikolaas wordt toegekend, patroonheilige van de schippers en vissers. Naast de kerk prijkt sinds 2008 het "Monument voor de gesneuvelden" van Oscar Jespers, dat een variatie is op de piëta.